# 폴라칸투스

폴라칸투스속(Polacanthus)는 중생대 백악기 전기(1억 3,200만년 전~1억 1,200만년 전)에 서식한 초식공룡이다. 화석은 영국 남부에서 발견되었다. 학명의 의미는 '많은 가시'이다. 몸 전체 길이는 약 4m~5m이고, 높이는 1m
~1.5m, 체중은 1t 정도 나갔을 것으로 추정된다. 전신은 골판으로 갑옷처럼 덮여 있다. 등에는 목에서부터 허리부분까지 가시와 같은 돌기가 2열로 꼬리부분까지 돋아 있다. 꼬리부분으로 갈수록 이 가시돌기는 짧아진다. 안킬로사우루스(Ankylosaurus)와 같이 꼬리 끝부분은 헤머 모양이다.

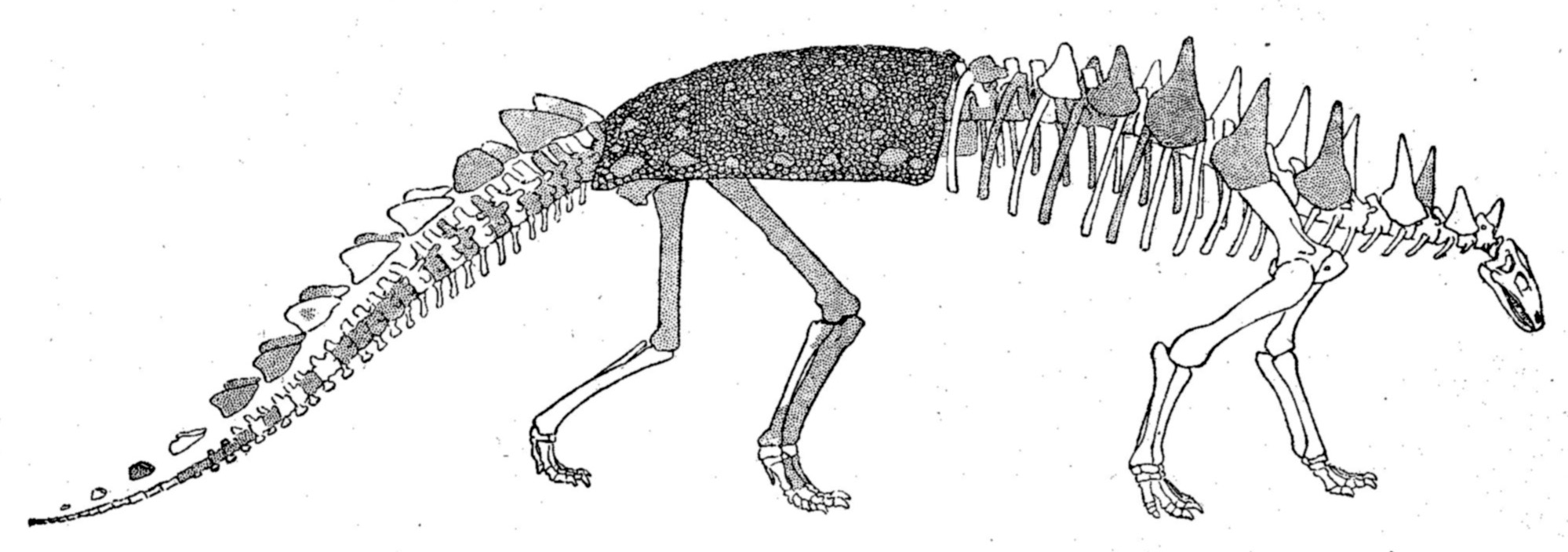
전체 골격